# Mr. Nice Guy
Mr. Nice Guy (一個好人) is een Hongkongs-Australische
film uit 1997 van regisseur Sammo Hung Kam-Bo en met Jackie Chan
in de hoofdrol. De film werd opgenomen in het Australische Melbourne.

## Verhaal
Journaliste Diana slaagt erin een foutgelopen drugstransactie tussen de
Italiaanse maffia en een straatbende op videoband vast
te leggen. Tijdens de volgende schietpartij wordt ze echter opgemerkt en komt men
achter haar aan. Tijdens haar vlucht loopt ze televisiekok Jackie tegen het lijf
die haar helpt ontsnappen. Vanaf dan komen de misdadigers echter ook achter hem
aan. Diana wisselt ook per ongeluk haar videoband met één in een doos in Jackie's
auto.
De maffia spoort Diana op en ze is gedwongen te zeggen dat Jackie de band heeft.
Die kan echter uit hun klauwen blijven waarna de misdadigers zijn vriendin Miki
ontvoeren en zijn appartement opblazen. Jackie schakelt de politie in maar die
worden door de misdadigers om de tuin geleid. Hierna wordt Jackie alsnog zelf
ontvoerd en naar maffiabaas Giancarlo gebracht.
Die beveelt zijn mannen om Jackie om te brengen op een bouwwerf. Jackie kan echter
ontsnappen en na een gevecht met de maffiosi rijdt hij in een dumptruck op de
werf terug naar Giancarlo's landhuis. Met de zware dumptruck overrijdt hij eerst
de dure wagens op de oprit om vervolgens het landhuis met de grond gelijk te maken.
Hierna komt de politie ter plekke die cocaïne aantreft en de Giancarlo arresteert.
Na deze slotscène volgen een aantal bloopers van Jackie Chan.

## Rolbezetting
| Acteur                | Personage | Opmerkingen         |
| --------------------- | --------- | ------------------- |
| Jackie Chan           | Jackie    |                     |
| Gabrielle Fitzpatrick | Diana     | journaliste         |
| Miki Lee              | Miki      | Jackie's vriendin   |
| Karen McLymont        | Lakisha   | Jackie's assistente |
| Richard Norton        | Giancarlo | Drugsbaron          |
| Vince Poletto         | Romeo     |                     |
| Barry Otto            | Baggio    |                     |
| Peter Houghton        | Richard   | Politierechercheur  |
| Peter Lindsay         | Grank     |                     |
| David No              | Victor    |                     |
| Rachel Blakely        | Sandy     |                     |
| Judy Green            | Tina      |                     |
| Sammo Hung Kam-Bo     |           | Fietskoerier        |
| Emil Chau             |           | IJsverkoper         |

## Andere titels
In een aantal landen werd de film uitgebracht onder een andere titel:
- Argentinië: Invencible, El
- Frankrijk: Mister Cool
- Spanje: SuperChef, El
- Verenigde Staten: No More Mr. Nice Guy

## Prijzen en nominaties[2]
- Golden Horse Film Festival 1997: Winnaar Beste Actieregie voor Wing Cho (stuntcoördinator).
- Hong Kong Film Awards 1998: Nominatie Beste Actiechoreografie voor Wing Cho (stuntcoördinator).